# Salix abscondita
Salix abscondita är en videväxtart som beskrevs av Paul Lackschewitz. Salix abscondita ingår i släktet viden, och familjen videväxter. Inga underarter finns listade i Catalogue of Life.